# Susan Blommaert
Susan Blommaert (13 oktober 1947) is een Amerikaans actrice.

## Carrière
Blommaert begon in 1987 met acteren in de film Forever, Lulu. Hierna heeft zij nog meerdere rollen gespeeld in films en televisieseries zoals Pet Sematary (1989), Edward Scissorhands (1990), Guarding Tess (1994), Mousehunt (1997), Down to You (2000), The Practice (1998-2003), Law & Order (1991-2004), Kinsey (2004), United 93 (2006) en Confessions of a Shopaholic (2009).

## Filmografie

### Films
Selectie:
- 2019 John Wick: Chapter 3 – Parabellum - als bibliothecaris
- 2013 Inside Llewyn Davis - als verpleegster
- 2010 It's Kind of a Funny Story – als lerares
- 2009 Confessions of a Shopaholic – als Orla
- 2008 Doubt – als mrs. Carson
- 2008 The Loss of a Teardrop Diamond – als verpleegster van Addie
- 2006 United 93 – als Jane Folger
- 2004 Kinsey – als secretaresse
- 2000 Down to You – als psycholoog
- 1999 Henry Hill – als Gertrude Cox Hill
- 1997 Mousehunt – als vrouw op Park Avenue
- 1994 Guarding Tess – als Kimberly Cannon
- 1990 Edward Scissorhands – als Tinka
- 1990 The Ambulance – als ziekenhuis receptioniste
- 1989 Pet Sematary – als Missy Dandridge

### Televisieseries
Uitgezonderd eenmalige gastoptredens.
- 2023 Dead Ringers - als Agnes - 2 afl.
- 2022 Partner Track - als Roberta - 6 afl.
- 2013 - 2021 The Blacklist - als mr. Kaplan - 28 afl.
- 2017 - 2018 Bull - als rechter Hanlon - 2 afl.
- 2016 Madoff - als Vera Zweig - 4 afl.
- 2014 - 2015 Louie - als verpleegster - 2 afl.
- 2006 The Sopranos – als Betty Wolf – 2 afl.
- 1991 – 2004 Law & Order – als rechter Rebecca Steinman – 8 afl.
- 1998 – 2003 The Practice – als rechter Rudy Fox – 9 afl.
- 2000 – 2002 Family Law – als rechter Barbara Burke – 4 afl.
- 1998 – 2000 The Brian Benben Show – als Beverly Shippel – 5 afl.
- 1994 Grace Under Fire – als Katherine Fleiss – 2 afl.

### Computerspel
- 2006 Bully – als mrs. McRae (stem)

- Biblioteca Nacional de España: XX5523620
- Gemeinsame Normdatei: 1061705455
- International Standard Name Identifier: 0000 0000 4684 2896
- Library of Congress Control Number: no2007072002
- Nationale Bibliotheek van Israël: 987009541045605171
- Virtual International Authority File: 53929410
- WorldCat: E39PBJmDjy3txKfhyf38gbcwYP